# Prima stelare a dodecaedrului rombic
În geometrie prima stelare a dodecaedrului rombic este un poliedru care se autointersectează, cu 12 fețe, fiecare dintre ele fiind un hexagon neconvex. Este o stelare a dodecaedrului rombic și are aceeași formă exterioară și același aspect vizual ca și alte două forme: poliedrul lui Escher, care are 48 de fețe triunghiulare și compusul de trei octaedre care are 24 de fețe triunghiulare care se intersectează.
Poliedrul lui Escher poate tesela spațiul pentru a forma fagurele dodecaedric rombic stelat.

## Stelare, poliedru și compus
Prima stelare a dodecaedrului rombic are 12 fețe, fiecare dintre ele fiind un hexagon neconvex. Este o stelare a dodecaedrului rombic, ceea ce înseamnă că fiecare dintre fețele sale se află în același plan cu una dintre fețele rombice ale dodecaedrului rombic, fiecare față conținând rombul în același plan și că are aceleași simetrii ca și dodecaedrul rombic. Este prima stelare, ceea ce înseamnă că niciun alt poliedru care se intersectează cu aceleași fețe și aceleași simetrii nu are fețe mai mici. Dacă se cere ca fețele să fie poligoane simple, extinderea lor în afară și mai departe în aceleași plane duce la încă două stelări.
Pentru poliedre formate folosind numai fețe în aceleași 12 plane și cu aceleași simetrii, dar permițând ca fețele să nu fie simple, sau cu fețe multiple într-un singur plan, apar posibilități suplimentare. În special prin îndepărtarea rombului interior de pe fiecare față hexagonală a stelării rămân patru triunghiuri, iar sistemul rezultat de 48 de triunghiuri formează un poliedru diferit, concav, fără autointersectări, care formează frontiera unei forme în spațiu, numită uneori poliedrul lui Escher. Această formă apare în lucrările lui M. C. Escher Cascada⁠(d) și Studiu pentru Stele (deși Stele⁠(d)) în sine prezintă o formă diferită, compusul de trei octaedre). Deoarece stelarea și poliedrul concav au același aspect vizual, nu este posibil să se determine pe care dintre cele două a intenționat Escher să-l înfățișeze în Cascada. În Studiu pentru stele Escher descrie poliedrul într-o formă scheletică care are laturi care fac parte din forma scheletică a poliedrului lui Escher, dar nu fac parte din stelare. (În stelare aceste segmente sunt formate din încrucișări ale fețelor, nu din laturi.) Totuși, o interpretare alternativă pentru aceeași formă de schelet este că descrie o a treia formă, cu un aspect similar, compusul poliedric de trei octaedre aplatizate cu 24 de fețe triunghiulare suprapuse.
Cele 48 de fețe triunghiulare ale poliedrului sunt isoscele; dacă cea mai lungă latură a acestor triunghiuri este {\displaystyle a}, atunci celelalte două sunt {\displaystyle {\tfrac {\sqrt {3}}{2}}a}, aria poliedrului este {\displaystyle 12{\sqrt {2}}a^{2}} iar volumul poliedrului este {\displaystyle 4a^{3}}.

## Vârfuri, laturi și fețe
Vârfurile primei stelări a dodecaedrului rombic sunt cele 12 vârfuri ale cuboctaedrului, împreună cu opt vârfuri suplimentare (vârfurile de gradul 3 ale dodecaedrului rombic). Poliedrul lui Escher are șase vârfuri suplimentare, în punctele centrale ale fețelor pătrate ale cuboctaedrului (vârfurile de gradul 4 ale dodecaedrului rombic). În prima stelare a dodecaedrului rombic aceste șase puncte nu sunt vârfuri, ci sunt punctele de mijloc ale perechilor de laturi care se intersectează în unghi drept în aceste puncte.
Prima stelare a dodecaedrului rombic are 12 fețe hexagonale, 36 de laturi și 20 de vârfuri, dând o caracteristică Euler de 20 − 36 + 12 = −4. Poliedrul lui Escher, care are 48 de fețe triunghiulare, 72 de laturi și 26 de vârfuri, are o caracteristică Euler de 26 − 72 + 48 = 2.

## Teselare

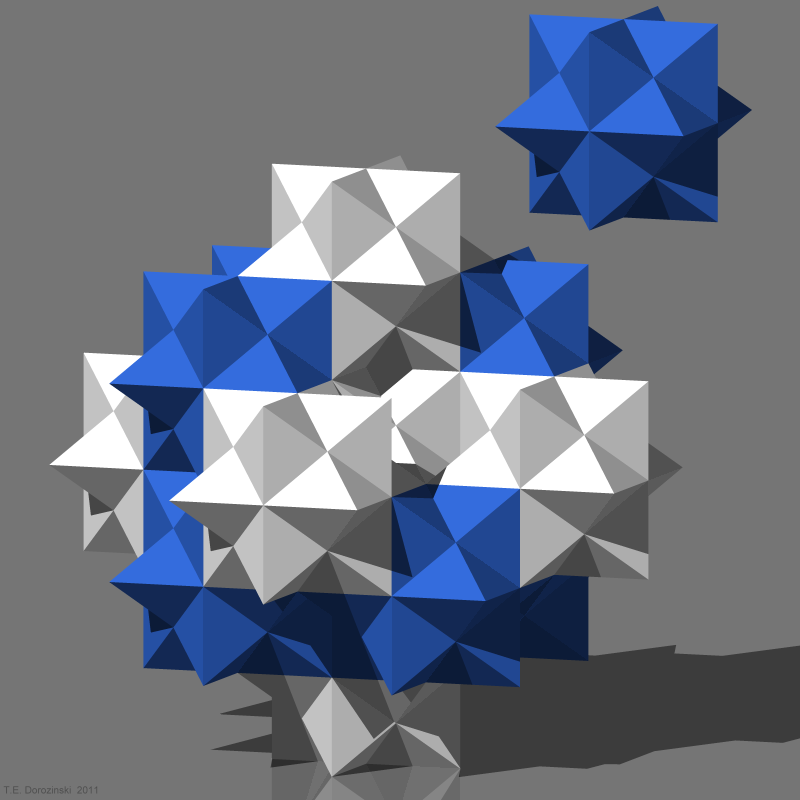
Teselarea spațiului cu poliedrul lui Escher

Poliedrul lui Escher poate tesela spațiul ca fagure dodecaedric rombic stelat. În fiecare vârf se întâlnesc șase poliedre. Acest fagure este tranzitiv pe celule, laturi și vârfuri.